# Shangla (Distrikt)

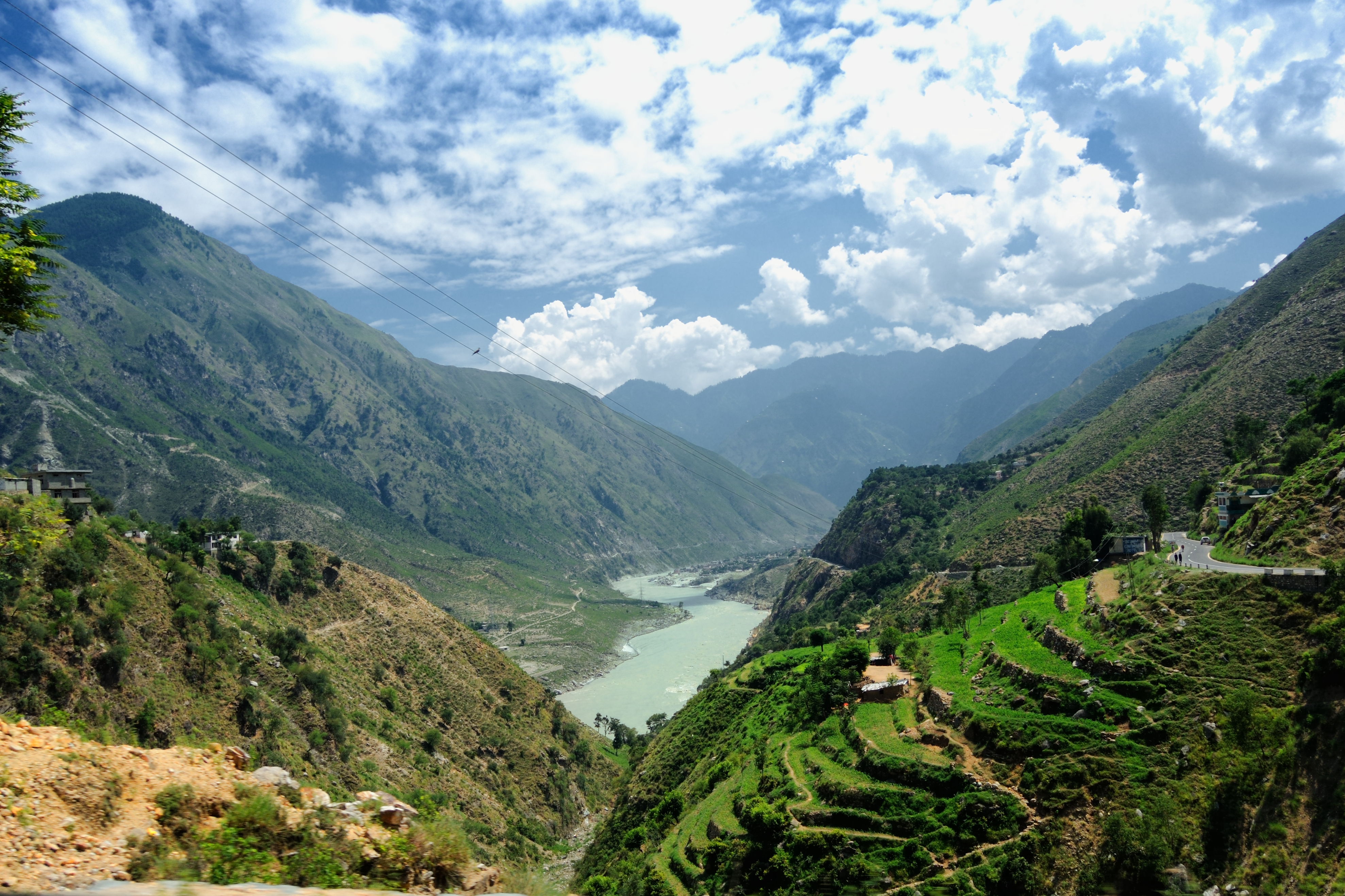
Landschaft in Shangla

Der Distrikt Shangla ist ein Verwaltungsdistrikt in Pakistan in der Provinz Khyber Pakhtunkhwa. Sitz der Distriktverwaltung ist die Stadt Alpuri.
Der Distrikt hat eine Fläche von 1586 km² und nach der Volkszählung von 2017 757.810 Einwohner. Die Bevölkerungsdichte beträgt 478 Einwohner/km². Shangla liegt in einer schwer zugänglichen und unterentwickelten Region. Shangla hat den niedrigsten Index der menschlichen Entwicklung in der Provinz und den zweitniedrigsten im Land.

## Geografie
Der Distrikt befindet sich im zentralen Norden der Provinz Khyber Pakhtunkhwa, die sich im Norden von Pakistan befindet.

## Geschichte
Der Distrikt wurde 1995 aus Teilen von Swat geschaffen. Im Distrikt kam es in den letzten Jahren zu Kämpfen zwischen der pakistanischen Armee und den Taliban.

## Demografie
Zwischen 1998 und 2017 wuchs die Bevölkerung um jährlich 2,96 %. Die Bevölkerung lebt zu 100 % in ländlichen Regionen. In 89.695 Haushalten leben 385.471 Männer, 372.338 Frauen und 1 Transgender, woraus sich ein Geschlechterverhältnis von 103,5 Männer pro 100 Frauen ergibt und damit einen für Pakistan häufigen Männerüberschuss.
Die Alphabetisierungsrate in den Jahren 2014/15 bei der Bevölkerung über 10 Jahren liegt bei 36 % (Frauen: 12 %, Männer: 59 %) und damit unter dem Durchschnitt der Provinz Khyber Pakhtunkhwa von 53 %.
| Jahr | Einwohnerzahl |
| ---- | ------------- |
| 1972 | 179.813       |
| 1981 | 251.546       |
| 1998 | 434.563       |
| 2017 | 757.810       |